# NGC 4997
NGC 4997 ist eine 12,9 mag helle linsenförmige Galaxie vom Hubble-Typ E-S0 im Sternbild der Jungfrau am Nordsternhimmel. Sie ist schätzungsweise 101 Millionen Lichtjahre von der Milchstraße entfernt.
Das Objekt wurde am 28. März 1878 von Sherburne Wesley Burnham entdeckt.